# La Fauvette
La Fauvette war eine französische Automarke.

## Unternehmensgeschichte
Das Unternehmen La Locomotion Moderne aus Paris begann 1904 mit der Produktion von Automobilen, die als La Fauvette vermarktet wurden. Im gleichen Jahr endete die Produktion bereits wieder.

## Fahrzeuge
Das einzige Modell war mit einem Einbaumotor von De Dion-Bouton mit 6,5 PS Leistung ausgestattet. Der Motor war vorne im Fahrzeug montiert und trieb über eine Kardanwelle die Hinterachse an. Die Karosserien boten wahlweise Platz für zwei oder vier Personen.